# Metagonia serena
Metagonia serena är en spindelart som beskrevs av Willis J. Gertsch 1971. Metagonia serena ingår i släktet Metagonia och familjen dallerspindlar. Inga underarter finns listade i Catalogue of Life.